# Sid Sackson
Sid Sackson (* 4. Februar 1920 in Chicago, Illinois; † 6. November 2002 in New York City) war einer der weltweit bekanntesten und erfolgreichsten Erfinder von Gesellschaftsspielen (mehreren hundert), Spielesammler und zugleich ein Autor von einigen viel beachteten Spielebüchern („Spiele anders als andere“, „Kartenspiele der Welt“).

## Leben
Sid Sackson entstammt einer Familie von Einwanderern aus Bessarabien namens „Sach“ oder „Sack“, die aus einem kleinen Ort nahe Minsk in die Vereinigten Staaten gekommen sind und sich dort in „Sackson“ umbenannte. In der Kindheit erlebte er die große Rezession, die seine Familie entwurzelte und auf Arbeitssuche durchs Land ziehen ließ. Sacksons Leidenschaft für Spiele und das Erfinden von Spielen entwickelte sich früh, bereits im Alter von acht Jahren erfand Sackson ein Papier- und Bleistiftspiel, das schließlich zu seinem Weltkassenerfolg Acquire wurde.
Sacksons studierte „Civil and Traffic Engineer“ und schloss sein Studium 1943 ab, er arbeitete zunächst in diesem Beruf. Der Erfolg von „Acquire“ und weiteren Brettspielklassikern aus seiner Feder ermöglichte ihm, diesen Beruf „an den Nagel zu hängen“ und hauptberuflich Spieleautor zu sein. Im Keller und zwei Zimmern seines Eigenheims im New Yorker Stadtteil Bronx, das er mit Ehefrau und zwei Kindern bewohnte, verfügte er über ein wissenschaftliches Archiv für eine riesige Sammlung an Karten- und Brettspielen und deren Regelwerken. Er besaß über 20 000 vollständige Spiele und Teile von weiteren 50 000. Sackson ließ sich durch das Studium dieser Spiele zu seinen eigenen, sehr erfolgreichen Kreationen inspirieren. Die verkaufte Auflage einiger seiner Spiele belief sich auf über 1 Million.
In der Szene der anspruchsvollen Freunde und Erfinder von Karten- und Brettspielen genießt Sackson bis heute einen legendären Ruf als Genius, der mit einfachen, ausgetüftelten Regeln komplexe Herausforderungen schuf. 2011 wurde er in die Hall of Fame des Origins Award aufgenommen.

## Bekannte Spiele im deutschen Sprachraum
Hier folgt ein Auszug aus seiner umfangreichen Spielografie:
- Acquire – Der Goldene Pöppel 2. Platz 1987, 2. Platz 1986, 3. Platz 1983, 3. Platz 1982, Deutscher Spielepreis: Beispielhafte Regel 1983
- Focus – Spiel des Jahres 1981
- Bierbörse (1979, Originaltitel: Bazaar)
- Can’t Stop (1981)
- Metropolis (1984)
- Bazaar (1986, aka Bazaar II aka Samarkand)
- Die 1. Million (1987, Originaltitel: Monad, Verlag: Hexagames, aufgenommen in die Auswahlliste zum Spiel des Jahres)
- Das Erbe des Maloney (1988, Originaltitel: Maloney’s Inheritance)
- Diamantenjagd (1990, Originaltitel: Sleuth)
- Die Bosse (1991, Originaltitel: Venture)
- Das Super-Blatt (1992, aka Buried Treasure)
- Gold Connection (1992, aka Maverick Country)
- Wu Hsing (1992, Originaltitel: Domino Bead Game aus seinem Buch „A Gamut of Games“)
- Kohle, Kies & Knete (1994, aka I’m The Boss)
- Massai
- Flotte Krabbe

## Werke
- Spiele – anders als andere, München 1982, ISBN 3-88034-116-8. Taschenbuch: dtv 10185, München 1983, ISBN 3-423-10186-5, Originalausgabe: A Gamut of Games, 1969.
- Kartenspiele der Welt, München 1984, ISBN 3-88034-237-7, Taschenbuch: dtv 10662, München 1986, ISBN 3-423-10662-X, Originalausgabe: Card Games Around the World, 1981.

## Belege
1. ↑  Hall of Fame auf originsawards.net, abgerufen am 27. Januar 2021.